# Ephippiochthonius tetrachelatus
Espèce
Synonymes
- Scorpio tetrachelatus Preyssler, 1790
- Chthonius tetrachelatus (Preyssler, 1790)
- Chthonius maculatus Menge, 1855
- Chthonius longipalpis Banks, 1891
- Chthonius beieri Lazzeroni, 1966

Ephippiochthonius tetrachelatus est une espèce de pseudoscorpions de la famille des Chthoniidae.

## Distribution
Cette espèce se rencontre en Europe, en Afrique du Nord et au Moyen-Orient. Elle a été introduite au Canada, aux États-Unis, à Cuba, en Argentine, aux Seychelles et en Australie.

## Description
Les mâles mesurent de 1,3 à 1,8 mm et les femelles de 1,4 à 1,9 mm.

## Publication originale
- Preyssler, 1790 : Verzeichniß böhmischer Insekten Erstes Hundert mit zwei Kupfertafeln. Prague, p. 1-108 (texte intégral).